# Estadio Comunal de Bellinzona
El Estadio Comunal de Bellinzona (en italiano: Stadio Comunale Bellinzona) es un estadio de usos múltiples en la localidad de Bellinzona, en el Cantón del Tesino al sur del país europeo de Suiza. Actualmente se utiliza sobre todo para los partidos de fútbol y es el estadio donde juega sus partidos de local el equipo AC Bellinzona. Desde el año 2009, el estadio tiene una capacidad oficial de 5000 personas, pero puede llegar a contener hasta 20.740 espectadores. El estadio tiene sin embargo solo 600 asientos.
La estructura fue inaugurada el 27 de mayo de 1947 y las obras de construcción comenzaron en 1946. Al final de la Segunda Guerra Mundial la comunidad del fútbol en Bellinzona había solicitado una nueva estructura, con el fin de satisfacer las crecientes demandas de la población de la ciudad.
Hasta entonces, el AC Bellinzona en verdad había jugado sus partidos en un espacio inaugurado el 15 de noviembre de 1931, en medio de la vía Stefano Franscini, un camino hacia el sur del centro de la ciudad .

## Partidos de la selección masculino Suiza (amistoso)
| 25 de marzo de 1987 | Suiza                    | 1:2 (1:0) | Checoslovaquia                      | Estadio Comunal, Bellinzona                             |                                                         |
|                     | Július Bielik 11' (aut.) | Reporte   | 75' Luboš Kubík · 80' Luboš Kubík · | Asistencia: 5300 espectadores Árbitro(s): Paolo Casarin | Asistencia: 5300 espectadores Árbitro(s): Paolo Casarin |

## Partidos de la selección femenina Suiza (amistoso)
| 18 de octubre de 1980, 18:15 | Suiza                        | 2:1 (2:0) | Italia                    | Estadio Comunal, Bellinzona  |                              |
|                              | Krummenacher 7' · Juffer 14' | Reporte   | 66' Elisabetta Vignotto · | Asistencia: 600 espectadores | Asistencia: 600 espectadores |

| 25 de febrero de 2006, 13:00 | Suiza                                  | 2:3 (1:1) | Dinamarca                                                | Estadio Comunal, Bellinzona                             |                                                         |
|                              | Vanessa Bürki 21' · Flavia Schwarz 60' | Reporte   | 42' Lene Jensen · 62' Eggers Nielsen · 74' Maiken Pape · | Asistencia: 220 espectadores Árbitro(s): Esther Staubli | Asistencia: 220 espectadores Árbitro(s): Esther Staubli |